# Z97/98次列車
Z97/98次列车，即京九直通車，是中國鐵路廣州局集團有限公司曾經營運的一條來往中国首都北京与香港特別行政區的直达特快列车，營運範圍跨越中國大陆與香港兩地，来往北京西站及广州东站/香港红磡站之间，隔日进入香港，自1997年5月18日起开行，由广州局集團广九客运段京九车隊负责客运任务。列车在中国内地运行纵贯京广铁路及广深铁路，至香港境内接入港鐵東鐵綫。全程距离2475公里，约需运行24小时，其中北京西站至香港红磡站运行24小时21分，使用车次为Z97；香港红磡站至北京西站运行24小时15分，使用车次为Z98。京九直通車曾多次先後榮獲“全國衛生列車”、“首都精神文明單位”、北京市“先進模範集體”、 北京鐵路局“文明示範列車” 和“精品列車”等榮譽稱號。 
京九直通车前身为北京至广州的47/48次特快旅客列车，是京广铁路上历史最悠久的列车之一。
由于新冠疫情，原有至香港紅磡站的城際直通車服务暂停。2022年8月9日起，由於廣州鐵路樞紐廣州白雲站建設需要的關係，Z97/98次列車正式終止營運。直到2024年6月15日，原有往返中港兩地的城際直通車服务正式由來往北京西站和香港西九龍站的京港卧铺高速动车组列车取代。

## 历史

### 京广特快列车
1956年12月，铁道部调整了铁路运行图，增开武昌北站（原徐家棚站）至广州站（原大沙头站）的29/30次旅客直达快车，经由粤汉铁路运行。1957年10月，武汉长江大桥建成通车，京汉和粤汉两条铁路接轨，合称为京广铁路。从1958年5月21日开始，29/30次列车延长至北京，经由京广铁路运行，车次不变。1959年，中国铁路运行图作出了一次较大的调整，29/30次列车更名为23/24次列车。1964年至1968年间，23/24次列车曾经缩短至郑州，运行区段调整为郑州至广州，车次改为81/82次。
1969年调图，81/82次郑广直快列车重新延长至北京，运行区段调整为北京至广州，并正式启用47/48次车次，列车等级为直快旅客列车。1981年，中国铁路运行图再次进行了调整，47/48次直快列车升级成为特快旅客列车，车次不变，由北京铁路局担当，自此47/48次列车就成为与15/16次列车齐名的京广特快列车。1990年，47/48次列车开始使用25A型空调客车，后来又更换为25G型。1995年，47次从北京站至广州站需运行33小时31分，48次从广州至北京需运行33小时43分，且均为第一天晚间出发、第三天早间到达。次年1月21日，47/48次进北京西站后也只是将始发时间提前了7分钟。

### 京九直通列车

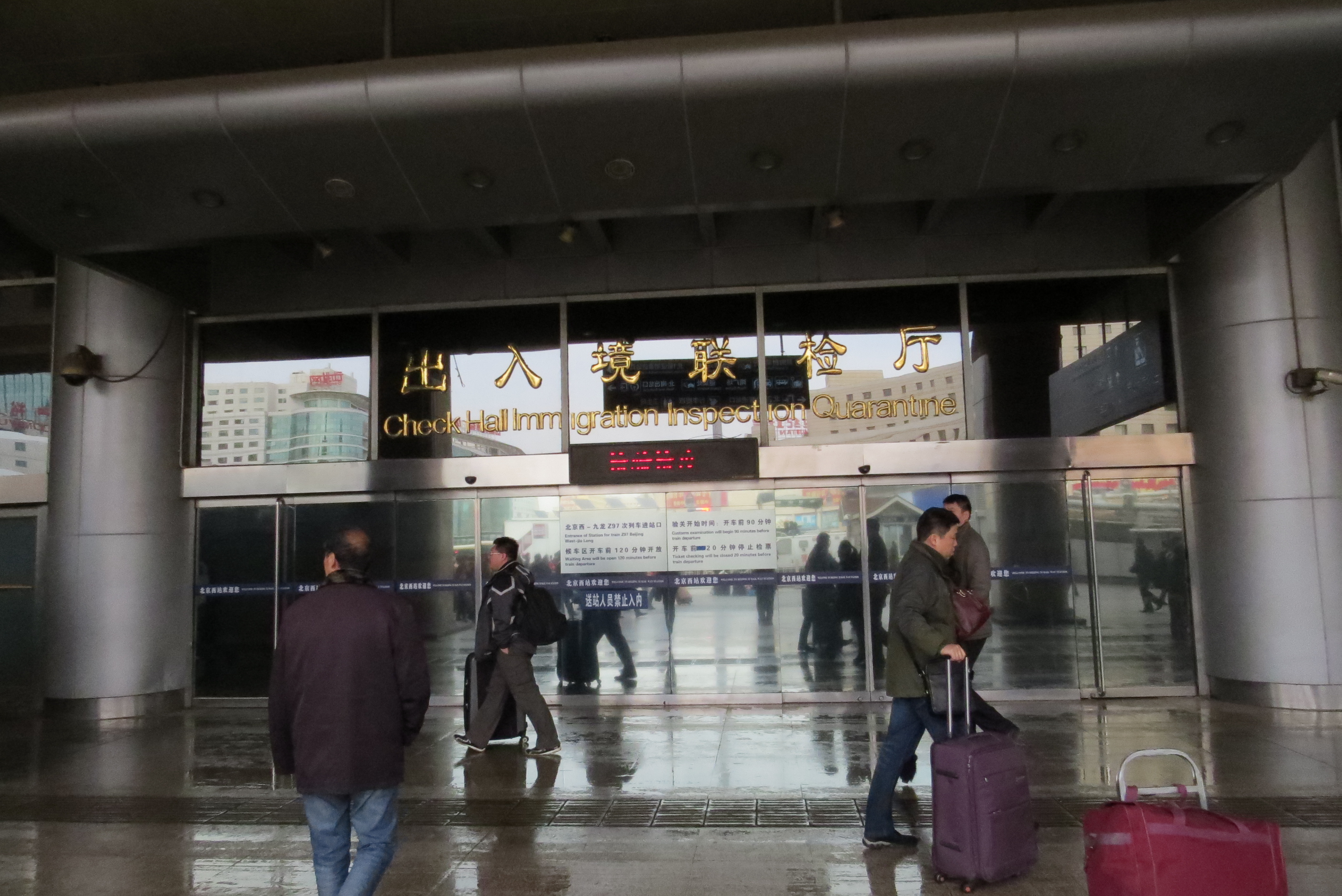
为京九直通车旅客设立的北京西站出入境联检厅；该区域最初为北京西站第一候车室

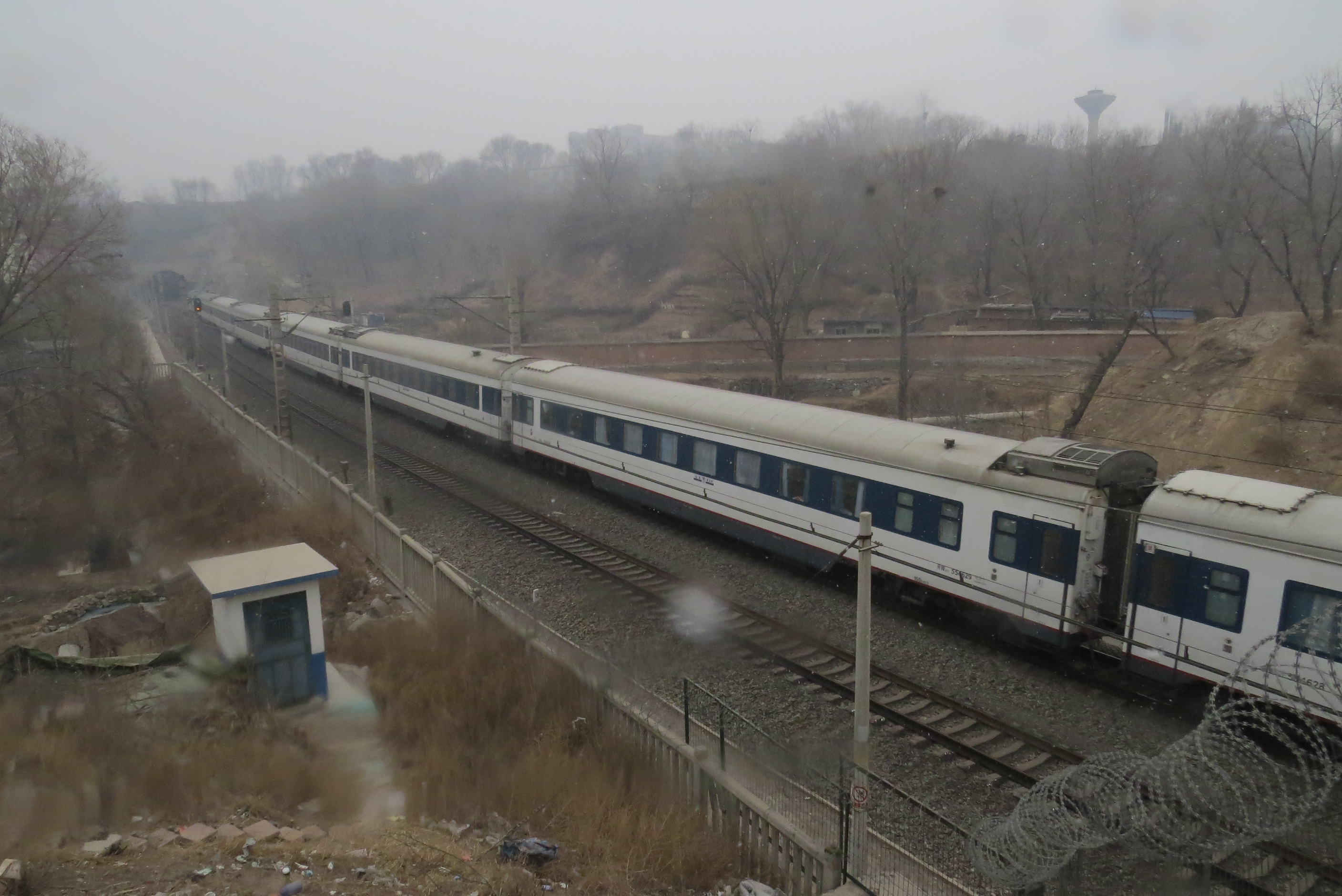
使用白色25T型客車涂装的Z98次列车于京广铁路西长联络线槐树岭隧道附近（2015年）

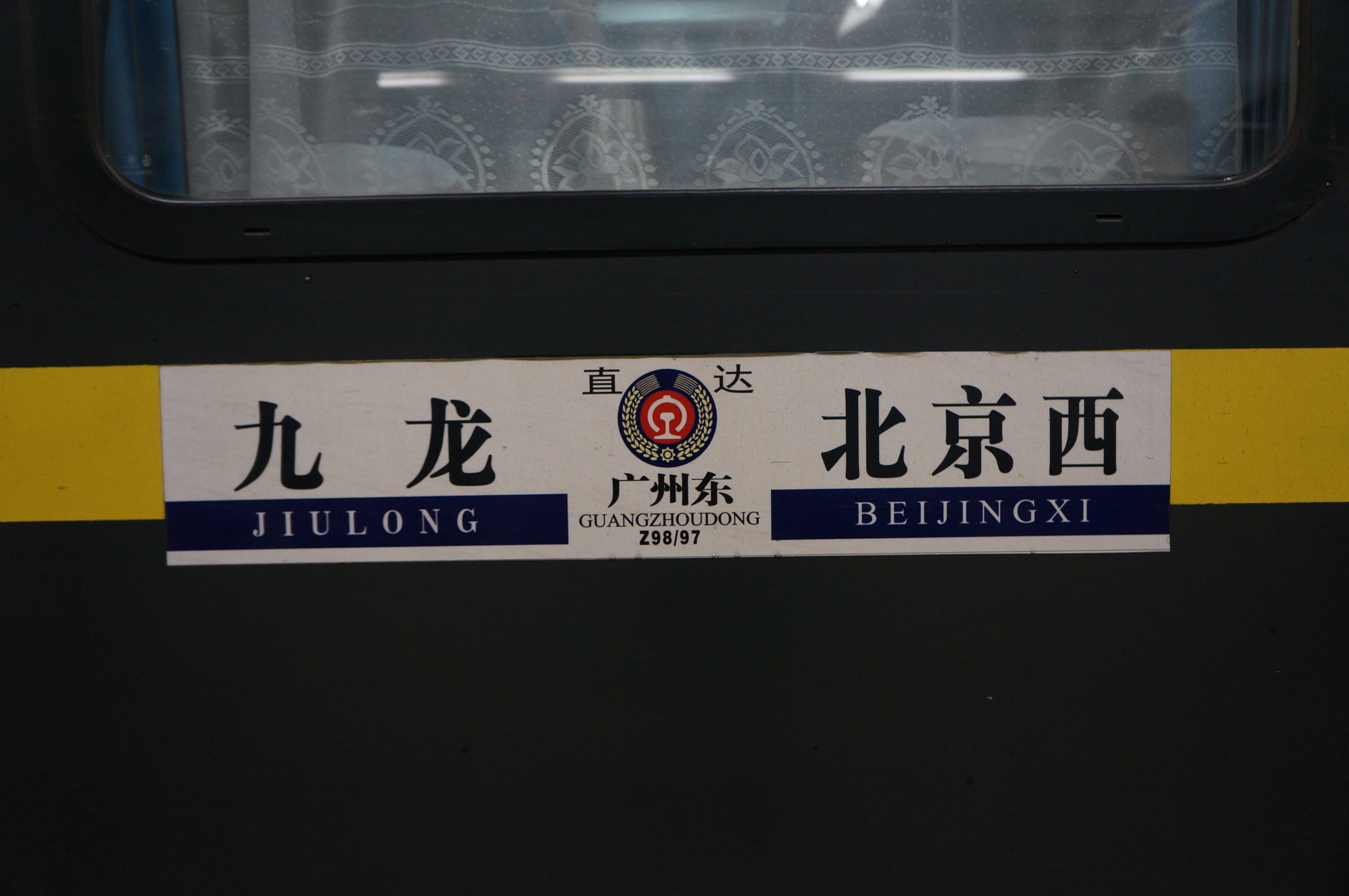
Z97/98次列车使用“九龙”作为终到站的水牌（2016年）

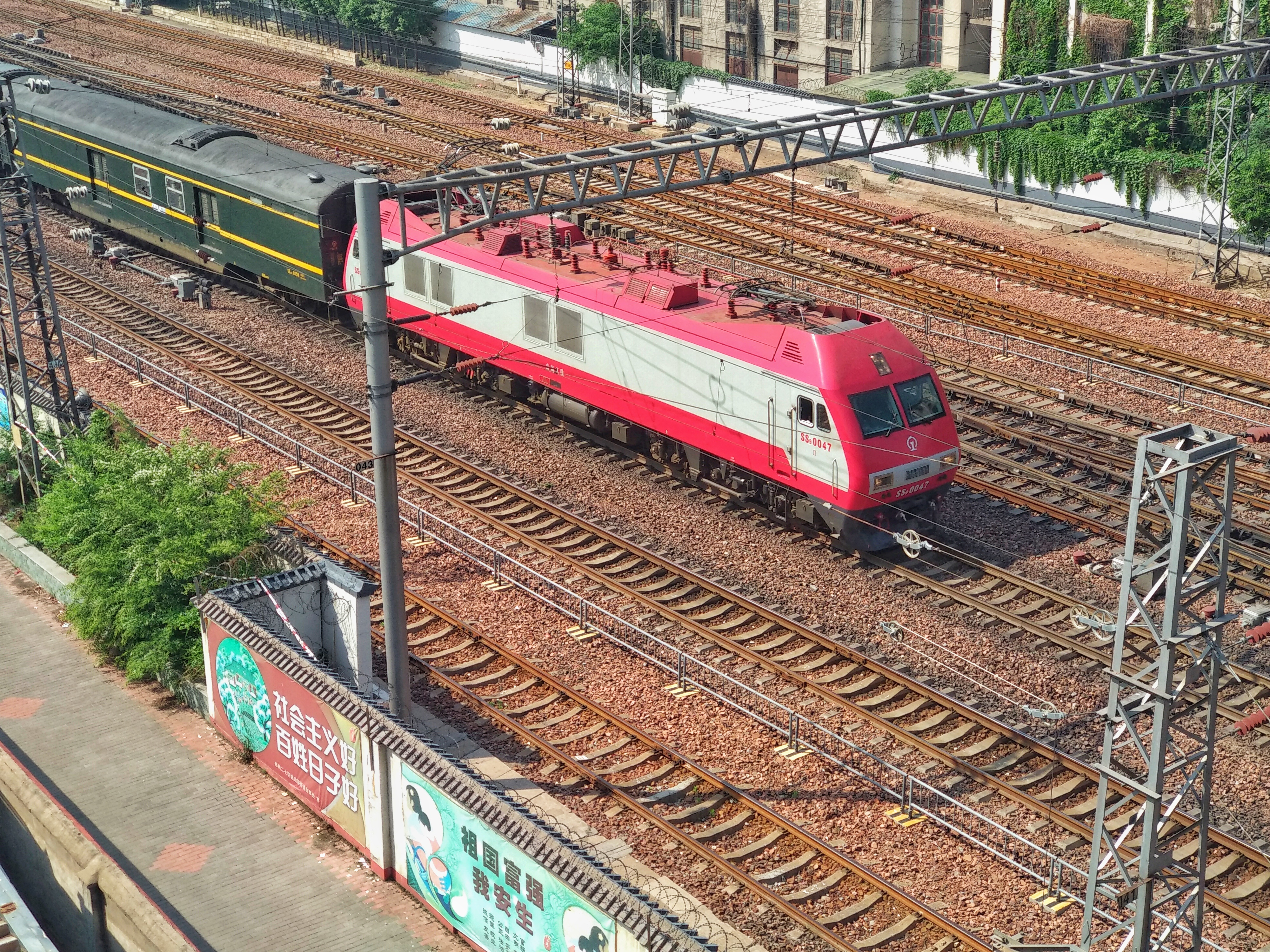
配属北京机务段的韶山9G型电力机车第0047号牵引Z98次列车郑州站发车（2018年）

1996年7月，因應香港主權即将移交至中國，市場需求及中國大陸到港人數增加，两地交流频繁，开行京九直通车的计划被北京铁路局上报中华人民共和国铁道部。1996年8月铁道部专门成立了工作组，与香港九广铁路公司多次商谈。1997年3月26日，时任铁道部部长韩杼滨签发了《关于开行北京、上海—九龙直通旅客列车有关问题的请示》，并正式呈报国务院，并制定了《北京、上海-九龙直通旅客列车办法》（铁外函【1997】28号文件）和《＜北京、上海-九龙直通旅客列车办法＞实施细则》（铁外函【1997】70号文件）。国务院迅速批准方案，并要求北京铁路局全力以赴，确保在1997年7月1日香港回归之前开通京九直通旅客列车。
1997年4月1日，中国铁路实施第一次大提速，在新编运行图中，47/48次列车延长至九龙，改为北京西至广州东、九龙隔日开行，车次改为97/98次。但当时因开行京九直通列车的准备工作未完成，故暂时未实行，仍然终到广州站。
1997年5月18日，籌辦歷時一年的京九直通車及滬九直通車正式通車。1997年5月18日早上7时30分，首班97次京九直通车由北京西站發车，當時的中国国务院副总理吴邦国出席开行典礼并剪彩，列车于次日下午13时10分抵达香港，全程29小时40分；5月19日下午15点整，98次列车由九龙站（今红磡站）发车，5月20日晚上20時55分到达北京西站，全程29小时55分。京九直通車由北京铁路局北京西客运段（京局西段）担当，採用當時最新型及高質量的25K型客車，並取代25G型客車。當時列車會停靠东莞站（今常平站）約一個小時，乘客須攜帶所有行李，在該站辦理內地出入境手續。而乘客也可以在除常平站以外的中途站上下车，包括广州东、广州、韶关、郴州、长沙、武昌、汉口、信阳、郑州、石家庄等10个车站。京九直通车的首张车票于1997年5月12日售出。
实际上，由北京开出并直通香港的列车在1988年9月24日即已出现，但并非图定班次，而是为纪念日本富士電視台成立30周年而开行的非固定列车东方快车'88，这班特别列车由巴黎经波茨坦、华沙、莫斯科、伊尔库茨克、后贝加尔斯克、满洲里、北京、九龙（红磡），再由香港船运至日本，莫斯科-北京段的径路与K19/20次列车相同，而在京港间的径路为京广、广九线（包括九廣東鐵）。如不计京广线改线，京九直通车在长阳村线路所-红磡段的径路与“东方快车'88”基本相同。
1998年10月1日，中国铁路实施第二次大提速，车次改为K97/98次。
2000年10月21日，中国铁路实施第三次大提速，京九直通車由快速列车升级为特快列车，車次改為T97/98次，全程时间缩短到约28小时。
2003年9月1日，根据国家质检总局、铁道部、公安部、海关总署四个部委决定，京九、 沪九直通列车旅客及其行李物品办理出入境手续程序，由原来的东莞常平口岸办理改为在列车运行在广州东站至深圳站区间途中办理出入境手续。广州东站海关、天河出入境边防检查站以及天河出入境检验检疫局等出入境查验单位人员会在广州东站或深圳站上车，在广深线运行途中为旅客办理手续。列車不再停靠東莞站，出入境旅客无需下车即可办理有关手续，节约了近一个多小时的时间。
2003年10月2日，北京西站的出入境联检厅啟用，乘客只需在始發站及終到站辦理出入境手續，列车运行时间进一步减少。列车實行封閉運行管理，来往京港的旅客不能再于中途站上下车。
2005年，北京西客运段和北京客运段合併，列车改由北京客运段（京局京段）担当。
2006年10月起，京九直通车执行票价浮动优惠，同时北京西站提供团体票优惠。优惠幅度按淡旺季不同而有区别（每年的淡旺季的界定和优惠幅度大小按港铁和中国铁路总公司港澳台办公室公布为准）。这个优惠政策一直使用至今。
2007年4月18日，中国铁路实施第六次大提速。京九直通車行車時間由約27小時縮短至約24小時。
2007年9月25日起，根据铁道部安排，原来由北京铁路局北京客运段和北京车辆段担当乘务工作的京九直通车，改由广铁集团廣深鐵路股份有限公司广九客运段和广州车辆段担当，列车在石牌客技站进行整备。2008年1月1日，京九直通车提升车厢等级，换型为25T型客車（部分配长沙车辆段），并改用韶山8型电力机车作为广九段的牵引机车，最高时速可达140公里，原有的25K型车底随后转配呼和浩特铁路局并用于T282/283、T284/281次包杭特快，目前用于包头至通辽的K896/897、K895/898次列车。
2008年1月27日，受中国雪灾影响，一班原定于1月26日抵港的T97次列车被困长沙，于当天下午13点整抵达红磡站，车程近50小时。
2009年4月1日起，铁道部实行新运行图，京九直通车在京廣線上按直達特快級別排點（最高速度160km/h），全程运行时间缩短到23小时48分（下行）与23小时36分（上行）。2014年12月10日起，T97/98升格為直達特快車次，車次改為Z97/98，原有的Z97/98次（太原-上海）改為Z197/198次。2015年3月下旬，京九直通車開始有塗上綠色25T列車與尚未塗上綠色25T列車行走。
2017年12月28日起，持53个国家护照的旅客搭乘京九直通车，并提供144小时内确定日期、座位前往第三国（地区）的联程客票，且从北京铁路口岸入境或出境的，可在北京市、天津市、河北省行政区域内免签停留144小时。
2019年4月1日起，中國鐵路總公司把「九龍站」更名為「香港紅磡站」，城際直通車車票上的列印名稱由「紅磡（九龍）」改為「香港紅磡」，至於水牌會由「九龍」改為「香港紅磡」。
2019年10月7日、11月19日和11月20日，受香港反對逃犯條例修訂草案示威影响、有示威者破壞直通車，当天的京九直通车暂停了香港段的服务。
2020年1月28日，香港政府鑑於COVID-19疫情擴散，宣佈包括香港紅磡站在內的若干個跨境口岸，將於同月30日凌晨零時起暫停服務。京九直通車将于1月30日起停运，原定于1月30日抵达香港的Z97次列车缩短至广州东站。
2020年6月25日至7月24日，廣深鐵路股份有限公司利用因受新冠肺炎影響而閒置的部分京九直通車車底（編組方式：SS8+YZ/YW25T+SS8，僅發售坐席車票）按廣州東~龍川~深圳~龍川~廣州東交路開行臨時直達特快旅客列車。
2022年8月9日起，因广州铁路枢纽广州白云站建设需要，Z97/98次列车正式停运。
2023年7月1日，为迎接2023年中国跨境电商交易会，广州往北京的普速列车恢复开行，仅停靠广州、长沙、武昌、郑州、北京西五座车站（特殊情况下列车会增停广州东站）。

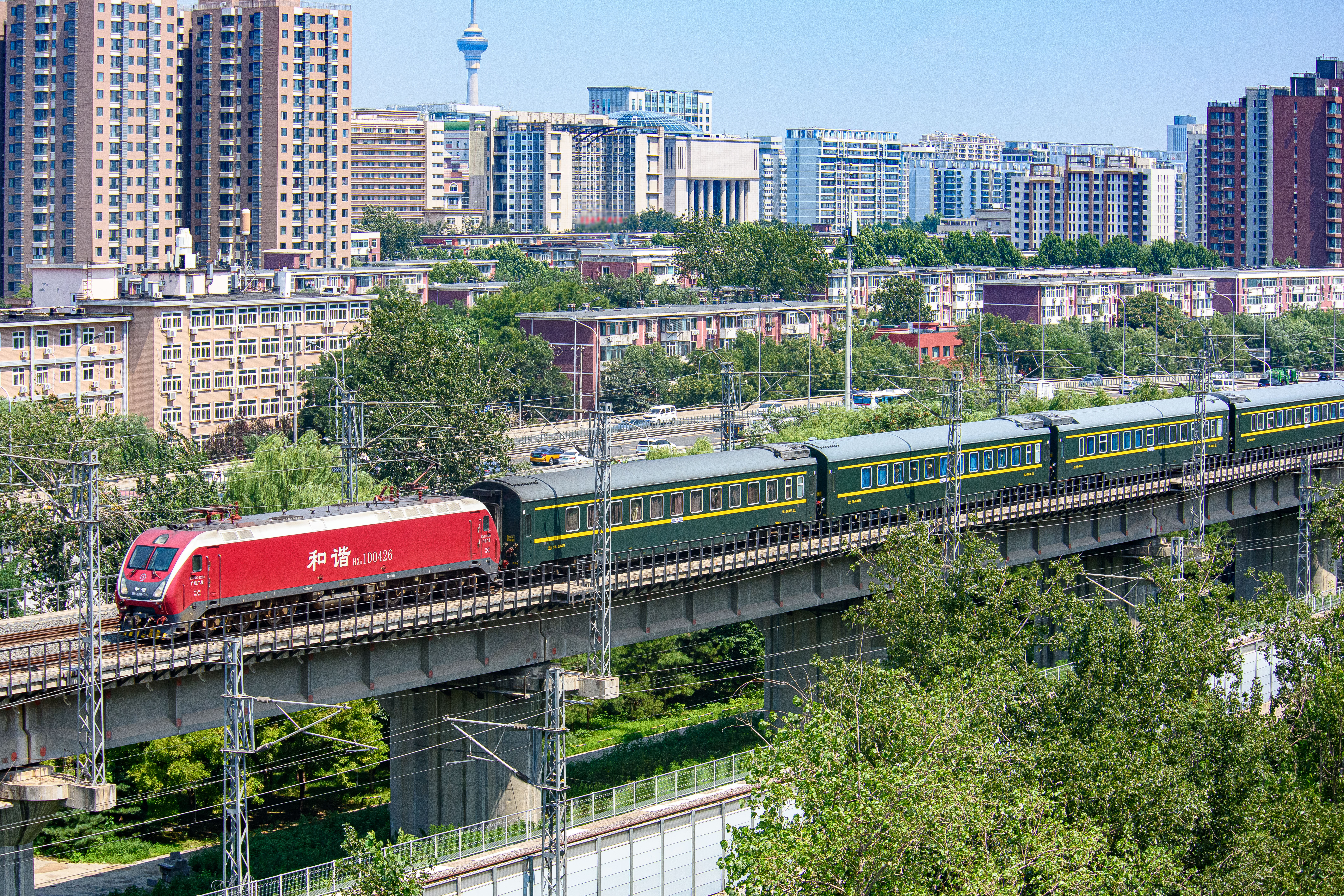
广州局集团临时加开的Z4097次临客行驶在西长铁路（2025年8月11日）

2024年6月4日，国務院宣布原有的滬九直通車、京九直通车普速列车服务改由高铁动卧列车代替，原有至香港的城际直通车普速列车服务正式结束。2024年6月15日，D909/910次列车延至香港西九龍站，京港普速直通车服务被D909/910次（该年9月30日改为G897/898次）实质上取代。同年7月5日，国务院批准关闭北京西站城际直通车口岸，海关总署7月31日发布正式公告关闭该口岸，香港入境处亦在同日关闭红磡站内的管制站。唯北京铁路西客站出入境边防检查站暂未公告撤销。
2025年暑运期间，广州局集团临时于8月9日加开深圳东至北京西Z4098次，8月11日加开北京西至深圳东Z4097次，双向停靠广州白云站、长沙站、武昌站、郑州站，不停靠石家庄站，去程Z4098次亦经停東莞站和韶关东站，唯并不编挂高级软卧。

## 列车编组
京九直通車使用配属中国铁路广州局集团有限公司广州车辆段与长沙车辆段的中国铁路25T型客车，采取19节车厢编组，設有高级軟臥车、軟臥车、硬臥车、硬座车，另有餐車、行李车及邮政車。而进入香港的Z97/98次（直通车段）列車共有7节车厢，其中硬卧车3辆，软卧车、高级软卧车、餐车及行李车各1辆；而后面的11节车厢为北京西－广州东的Z97/98次（内地段），其中硬卧车7辆、硬座车3辆，软卧车及邮政车各1辆，会在广州东站与进港的7节车厢解编（下行）或加挂（上行）。进港车厢与内地段车厢不允许互通。而在进港班次开行期间，内地段车厢旅客的餐飲服务亦会由乘务员推车供应。
| 列车车厢编号 | 1                                                 | 2                                                 | 3－6                                              | 7                                                 | 8                                                 | 9                                                 | 10                                              | 11-14                                           | 15-17                                           | 18                                              | 19                                              |
| 车型         | XL25T 行李车                                      | YW25T 硬卧车 （宿营车）                           | YW25T 硬卧车                                      | RW25T 软卧车                                      | RW19T 高级软卧车                                  | CA25T 餐车                                        | RW25T 软卧车                                    | YW25T 硬卧车                                    | YZ25T 硬座车                                    | YW25T 硬卧车                                    | UZ25T 邮政车                                    |
| 备注         | 1-9号车厢可以进入香港紅磡站（Z97／Z98次直通车段） | 1-9号车厢可以进入香港紅磡站（Z97／Z98次直通车段） | 1-9号车厢可以进入香港紅磡站（Z97／Z98次直通车段） | 1-9号车厢可以进入香港紅磡站（Z97／Z98次直通车段） | 1-9号车厢可以进入香港紅磡站（Z97／Z98次直通车段） | 1-9号车厢可以进入香港紅磡站（Z97／Z98次直通车段） | 10-19号车厢只能到达广州东站（Z97／Z98次内地段） | 10-19号车厢只能到达广州东站（Z97／Z98次内地段） | 10-19号车厢只能到达广州东站（Z97／Z98次内地段） | 10-19号车厢只能到达广州东站（Z97／Z98次内地段） | 10-19号车厢只能到达广州东站（Z97／Z98次内地段） |
| 配属         | 广铁广段（牌）/ 广铁广段 / 广铁沙段               | 广铁广段（牌）/ 广铁广段 / 广铁沙段               | 广铁广段（牌）/ 广铁广段 / 广铁沙段               | 广铁广段（牌）/ 广铁广段 / 广铁沙段               | 广铁广段（牌）/ 广铁广段 / 广铁沙段               | 广铁广段（牌）/ 广铁广段 / 广铁沙段               | 广铁广段（牌）/ 广铁广段 / 广铁沙段             | 广铁广段（牌）/ 广铁广段 / 广铁沙段             | 广铁广段（牌）/ 广铁广段 / 广铁沙段             | 广铁广段（牌）/ 广铁广段 / 广铁沙段             | 广铁广段（牌）/ 广铁广段 / 广铁沙段             |

在京九直通車的進港班次停運期間，列車編組如下：
| 列车车厢编号 | 7                                   | 8                                   | 9-14                                | 15-17                               | 18                                  | 19                                  |
| 车型         | CA25T 餐车                          | RW25T 软卧车                        | YW25T 硬卧车                        | YZ25T 硬座车                        | YW25T 硬卧车                        | UZ25T 邮政车                        |
| 配属         | 广铁广段（牌）/ 广铁广段 / 广铁沙段 | 广铁广段（牌）/ 广铁广段 / 广铁沙段 | 广铁广段（牌）/ 广铁广段 / 广铁沙段 | 广铁广段（牌）/ 广铁广段 / 广铁沙段 | 广铁广段（牌）/ 广铁广段 / 广铁沙段 | 广铁广段（牌）/ 广铁广段 / 广铁沙段 |

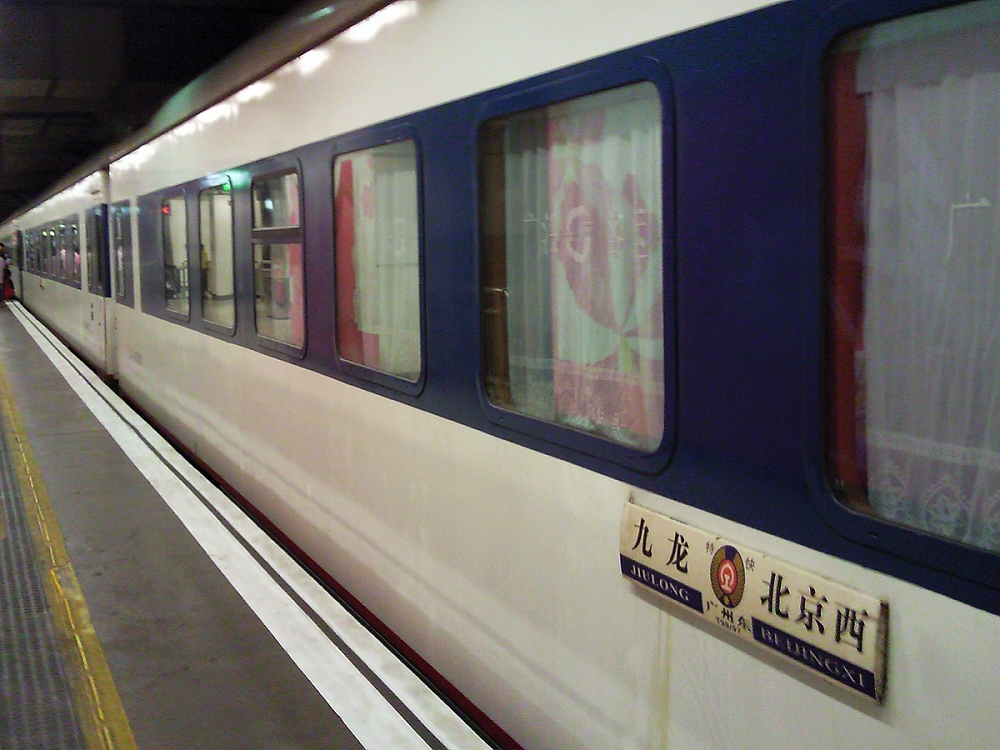
红磡站内准备发车的T98次京九直通车
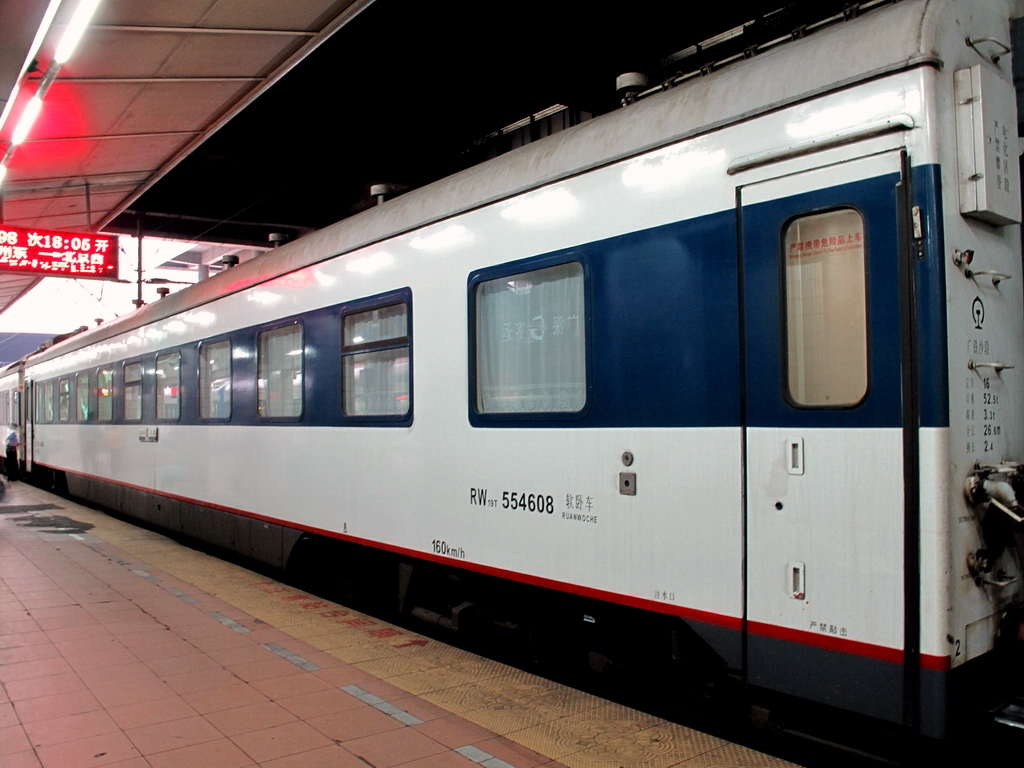
RW19T高级软卧包厢车，车厢一侧标有“广铁沙段”字样
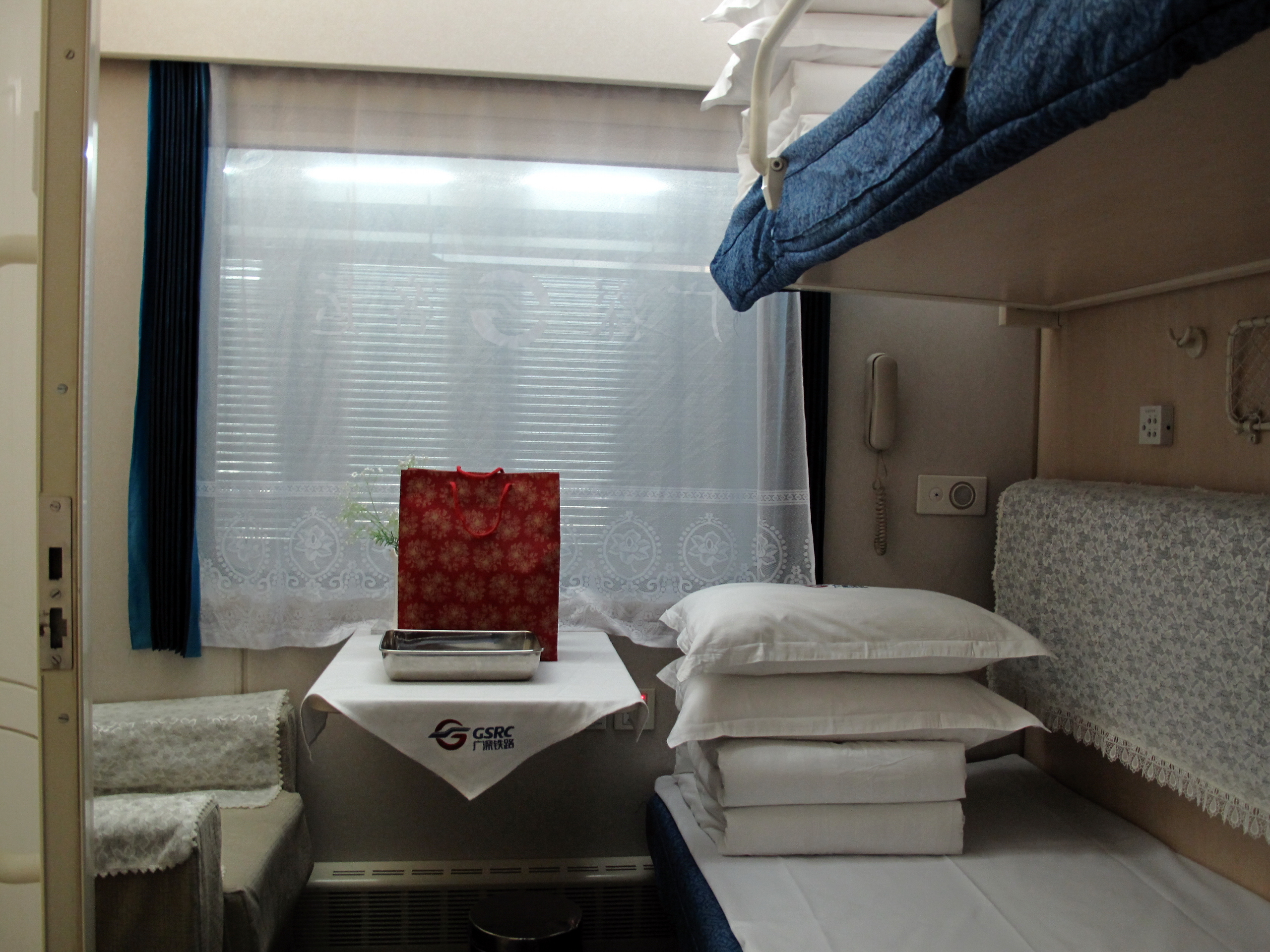
京九直通车高级软卧车厢内部
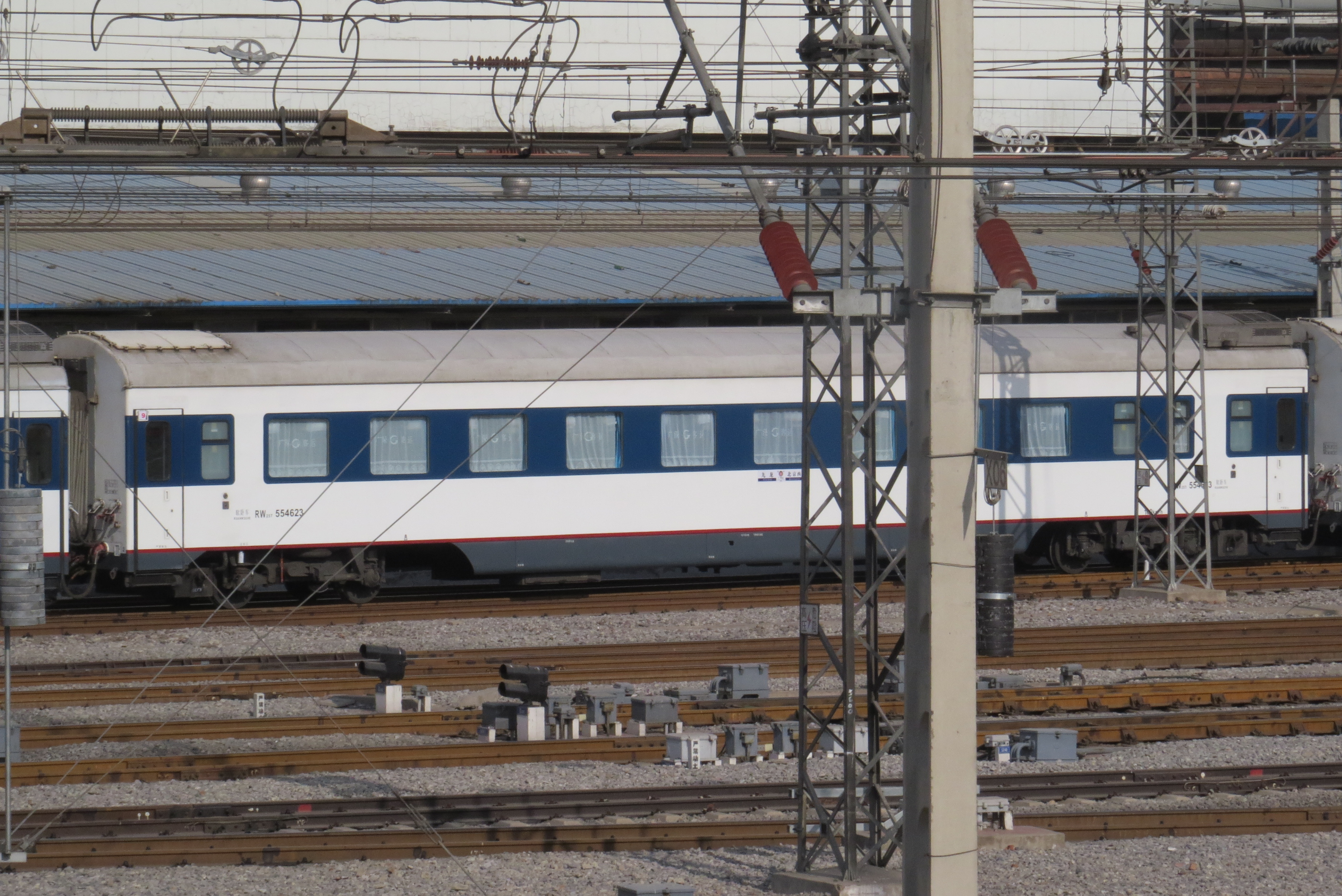
Z97次进港软卧车厢（9号）
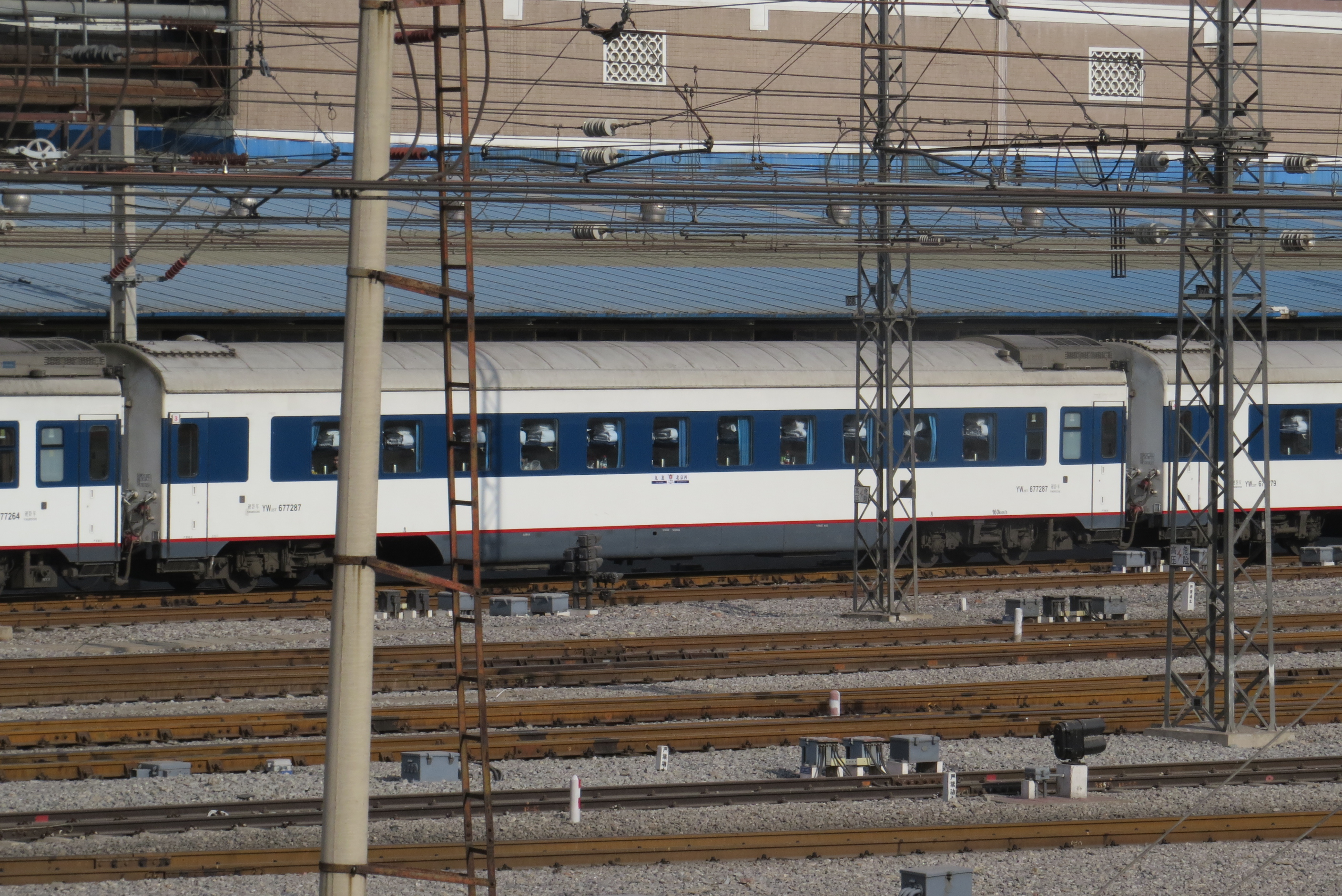
Z97次进港硬卧车厢（3号）

## 机车交路
- 由2019年4月10日起执行

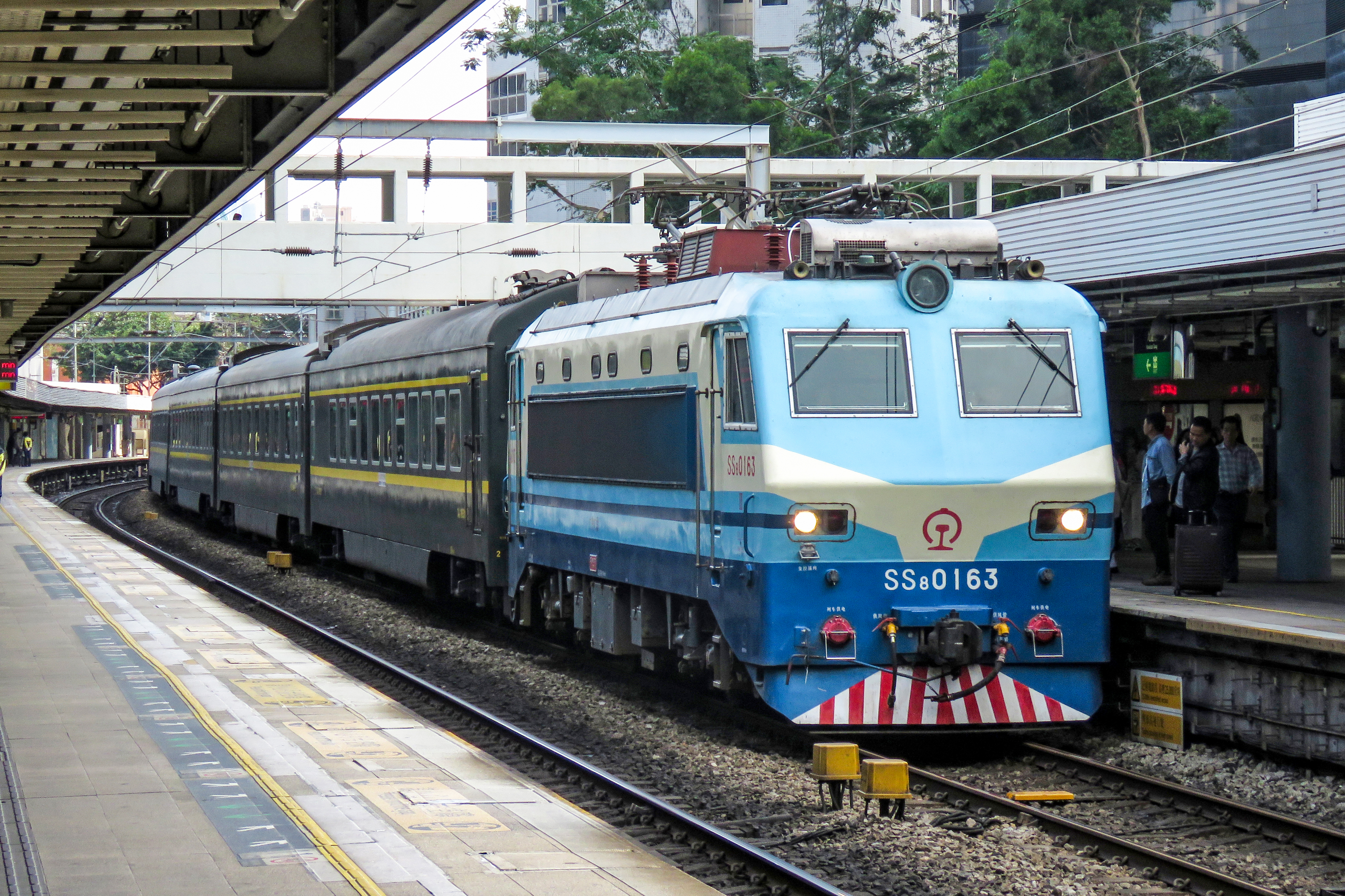
配属广州机务段的韶山8型電力機車第0163号牵引Z98次列车通過九龍塘站

1997年至2007年12月期間，列車使用25K型客车，由於所使用的25K型客车不兼容电力機車的DC600V供電模式，故設有空调發電車，牽引機車而在一度使用東風11型内燃機車。
自2008年1月起，列車改用25T型新型直供电車底運行，並改用韶山8型电力机车及韶山9G型电力机车電力機車牽引。2019年4月10日經全国铁路調圖後，北京西至广州东的担当机车改由北京局的和諧3D型電力机车或广州局的和諧1D型电力机车牵引，且两者均採用一機直達模式擔當。
一般情況下，京九直通車只會安排一輛機車牽引客車；而只有接載人大政協及中港高官往返北京的專列、天氣惡劣或緊急情況下，才安排雙機重聯。
| 车站区段       | 北京西 ↔ 广州东 | 广州东 ↔ 香港红磡 |
| 担当机车和配属 | 和諧3D型電力机车/和諧1D型電力机车 京局京段/广铁广段 石家庄/武昌南/长沙/广州司机在郑州/武昌/长沙轮乘，各區間內單司機值乘 | 韶山8型电力机车（指定10輛已安裝AWS的電力機車） 广铁广段 广州司机，一正一或二副（香港红磡 ↔ 罗湖由港铁领航员带道，不操作列车） |

## 時刻表

### 停运前
| Z97次                                                                              | Z97次  | Z97次 | Z97次 | 停靠站   | Z98次 | Z98次 | Z98次  | Z98次 |
| 里程                                                                               | 天數   | 到點  | 開點  | 停靠站   | 到點  | 開點  | 天數   | 里程  |
| ---------------------------------------------------------------------------------- | ------ | ----- | ----- | -------- | ----- | ----- | ------ | ----- |
| 0                                                                                  | 當天   | —     | 12:40 | 北京西   | 15:30 | —     | 第二天 | 2475  |
| 707                                                                                | 當天   | 18:25 | 18:31 | 鄭州×    | 09:37 | 09:44 | 第二天 | 1613  |
| 1243                                                                               | 當天   | 23:05 | 23:11 | 武昌×    | 04:54 | 05:00 | 第二天 | 1077  |
| 1605                                                                               | 第二天 | 02:26 | 02:32 | 長沙×    | 01:29 | 01:35 | 第二天 | 715   |
| 2302                                                                               | 第二天 | 10:01 | 11:04 | 廣州東×  | 17:16 | 18:06 | 當天   | 173   |
| 2475                                                                               | 第二天 | 13:01 | —     | 香港红磡 | —     | 15:15 | 當天   | 0     |
| 注：× - 在此站上车的旅客不能前往香港红磡站，在香港红磡站上车的旅客不能在此站下车。 |        |       |       |          |       |       |        |       |

### 历史时刻
- T97/98次 北京西——九龙 新空调特快
- 全程参考票价：高级软卧HK$1191 软卧HK$934 硬卧HK$601

| T97次 | T97次  | T97次 | T97次 | 停靠站       | T98次 | T98次 | T98次  | T98次 |
| 里程  | 天数   | 到点  | 开点  | 停靠站       | 到点  | 开点  | 天数   | 里程  |
| ----- | ------ | ----- | ----- | ------------ | ----- | ----- | ------ | ----- |
| 0     | 当天   | —     | 12:00 | 北京西       | 14:51 | —     | 第二天 | 2475  |
| 689   | 当天   | 18:30 | 18:33 | 郑州         | 09:36 | 09:41 | 第二天 | 1786  |
| 1225  | 当天   | 23:32 | 23:44 | 武昌         | 04:29 | 04:41 | 第二天 | 1250  |
| 1587  | 第二天 | 03:00 | 03:06 | 长沙         | 01:08 | 01:14 | 第二天 | 888   |
| 2302  | 第二天 | 10:13 | 10:58 | 广州东       | 17:23 | 18:04 | 当天   | 173   |
| 2475  | 第二天 | 13:01 | —     | 九龙（红磡） | —     | 15:15 | 当天   | 0     |

- 97/98次 北京西——九龙 特别快车
- 编组：软、硬卧、餐、行
- 本时刻表自1997年4月1日第一次大提速起实行（1997年5月17日前暂时终到广州）

| 97次 | 97次   | 97次  | 97次  | 停靠站       | 98次  | 98次  | 98次   | 98次 |
| 里程 | 天数   | 到点  | 开点  | 停靠站       | 到点  | 开点  | 天数   | 里程 |
| ---- | ------ | ----- | ----- | ------------ | ----- | ----- | ------ | ---- |
| 0    | 当天   | —     | 07:30 | 北京西       | 20:55 | —     | 第二天 | 2471 |
| 277  | 当天   | 10:24 | 10:34 | 石家庄       | 17:50 | 18:00 | 第二天 | 2194 |
| 689  | 当天   | 14:43 | 14:53 | 郑州         | 13:27 | 13:37 | 第二天 | 1782 |
| 991  | 当天   | 17:44 | 17:50 | 信阳         | 10:26 | 10:32 | 第二天 | 1480 |
| 1225 | 当天   | 20:41 | 20:51 | 武昌         | 07:25 | 07:35 | 第二天 | 1246 |
| 1583 | 第二天 | 00:37 | 00:47 | 长沙         | 03:29 | 03:39 | 第二天 | 888  |
| 1915 | 第二天 | 04:32 | 04:44 | 郴州         | 23:31 | 23:43 | 当天   | 556  |
| 2068 | 第二天 | 06:42 | 06:54 | 韶关         | 21:19 | 21:31 | 当天   | 403  |
| 2289 | 第二天 | 09:29 | 09:34 | 广州         | 18:38 | 18:43 | 当天   | 182  |
| 2297 | 第二天 | 09:45 | 10:00 | 广州东       | 18:10 | 18:27 | 当天   | 174  |
| 2379 | 第二天 | 10:42 | 11:57 | 常平         | 16:14 | 17:29 | 当天   | 92   |
| 2471 | 第二天 | 13:10 | —     | 九龙（红磡） | —     | 15:00 | 当天   | 0    |

## 運行模式
- 京九直通車剛投入運行時，中途停靠鄭州站、武昌站、長沙站、廣州站、廣州東站、東莞站等站，中途站均可自由上落客，但旅客需要带同所有行李在常平站辦理出入境手續，隨後才可以再上車繼續前往紅磡站。
- 北京西站設有边检及海關後，取消東莞站停站，旅客可直接在北京西站辦理出入境手續，至此，往红磡站的車廂不能在中途站上下客，但乘坐Z97/Z98次（内地段）往来北京西和广州东之间的旅客仍可在中途站上下车。
- 为了区别进港直通车（北京西-九龙）和内地运行（北京西-广州东）的Z97次票额，在中国铁路客票发售和预订（TRS）系统中，对进港的京九直通车车次以“P”代替“Z”，变成“P97”（P是虚拟车次，另有W、V等虚拟车次字头）。但在实际行车中车次仍然是Z97。在售票时售票员直接输入P97即可直接销售京九直通车车票。
- 京／沪九直通车由2019年4月1日起更改预售期为30天，预售60天车票之安排有效至2019年3月1日。[27]

- 北京西站餘票告示板上京九直通車是P97次，與往廣州東的Z97次列車區分
- 北京西站Z97次香港段對出的月台範圍是暫時的邊防禁區，有警察防守
- 实行边防管制的北京西站站台

## 事故
2012年10月21日下午13时54分，由北京西开往广州东的T97次列车（运行当天非进港班次）运行至京广线涿州至松林店区间时，由于大货车司机不慎将铁路边的大树撞倒，导致5号车厢（硬卧车）被砸中。列车延誤52分钟，所幸未造成人员伤亡。